# 上海公共租界纳税人会议
上海公共租界纳税人会议 （英語：Shanghai Municipal Council Ratepayers Meeting），为上海公共租界的最高代议机构，前身为成立于1846年的上海英租界租地人会。自成立以后，纳税人会议（租地人会议）主要负责租界内例如，成立工部局、设立警务机构、合并英美租界、修改《土地章程》和批准越界筑路方案等重大事务。1943年随着汪精卫政权收回租界，纳税人会议结束其历史使命。

## 历史

### 租地人会议时期
1845年颁布的《土地章程》中就租界事务的决定就有了相关的规定，要求洋泾浜以北租地建屋的外人，共谋修路造桥、完善警备、建立消防等一系列的市政建设。此外，这些市政建设的费用须由租地人入禀英国驻沪领事，由领事召集会议，议定费用来源和分担办法。根据这种规定，1846年12月22日，在上海礼查饭店，在首任英国驻沪领事巴富尔爵士的召集下，英租界第一次租地人会议召开。第一次租地人会议决定此后每年1月举行租地人会议，负责听取道路码头委员会对于过去一年租界经费收支和市政建设的报告，同时选举新一年度的道路码头委员会负责人员以及处理和讨论与租界地产相关的其他事务。如果有紧急事务，可以召集特别会议进行处理。
1852年7月3日，租地人特别会议召开，通过了租地人会议中极为重要的投票规则，规范了会议的表决，并沿用至租界终了。此后数次会议，相继通过了明定租地人会议职能和会议规范。1869年，租地人会议通过了对1854年《上海英美法租界土地章程》的修订，并交由驻京公使团颁布施行。根据新的修改稿，租地人会议扩大为纳税人会议。

### 纳税人会议时期
1869年，新修订的《土地章程》规定，会议的选举人不再局限于原有的租地人范围。但凡在公共租界租赁房屋并且每年缴纳相应标准捐税的纳税人，均拥有选举工部局董事会董事的资格。由此，租地人会扩大为纳税人会议。当年拥有选举权的选民由原先的340人，增至467人，但拥有选举权的仅限于外国侨民和驻沪外籍官员。到1931年，根据工部局的统计显示，公共租界具有选举权的纳税人为2965人，选票3243票，占在沪外侨的三分之一。

## 会议任务与权利
根据《土地章程》的规定，纳税人会议主要负责七大方面的事务。即修订并审核《土地章程》；批准工部局关于本财年的预算；审核工部局董事会提交的上一年度的财政支出报告；负责制定相关税制、估价辖境内的地产房屋和发放执照；选举地产委员；选举工部局董事会成员；其他事务。

## 投票制度
1870年，纳税人会议制定相关议事规则。根据规则，每次大会之前，具有参与资格的纳税人须至工部局进行登记，只有经过登记的选票才具有法律效力。如因故未能出席会议，可由选举人每次会议开始后，由工部局总办向大会宣布出席会议的纳税人以及纳税人委托的代表是否达到法定人数。
纳税人会议实行的是财产制，而非普选制。因此其投票使用的并非一人一票，而是复票制，并允许代投票。复票制，即一名自然人拥有一票以上的投票权。一般情况下，除作为一名住宅纳税人的资格投票以外，还能代表纳税的企业进行投票。但一般每一个企业只能有一份投票权。另外，代投票制是指具有投票资格的纳税人因故缺席时，可以允许将投票权委托其他人行使。同时，根据1871年制定的《纳税人会议议事规程补充规定》，如果纳税人缺席并且没有委托专人行使投票权之时，则默认其投票权委托于工部局总董。1879年制定的新补充规定进一步要求受托纳税人在进入会场时，应登记姓名，并登记所受托投票的委托证明。
在进行对议案进行表决时，由大会秘书宣读出席会议的纳税人名单，并由改纳税人或其委托人申明对议案是赞成还是反对，以及他所投出的票数。如果大会进行分组表决期间，纳税人因故突然缺席，并且未向大会主席提出对议案的反对意见时，大会将其所代表的票数作为赞成票处理。

## 特别会制度
纳税人特别会，顾名思义，是指由于特别原因而临时召集的纳税人会议。按《土地章程》的规定，需要由领事团或者25名以上纳税人以书面方式提出。特别会的开会日期和所议事宜应当在开会的10天以前向各位有资格与会的纳税人通告。此外，特别会的到会者需要达到所有具有与会资格纳税人的三分之一以上。会议上讨论的一般事务在获得半数以上人赞成即具有法律效力，并由全体纳税人遵守。特别会召开时，以领袖领事为大会主席，如果没有领事到场，则在开会之前，由与会纳税人推举一人担任大会主席。
特别会讨论的议题一般为《土地章程》所列事务，当然也可以为《土地章程》所规定的相关事项之外事务，诸如批准《土地章程》附律、制定专项预算、公共利益和其他市政事务等。但通过此类决议后，需要由会议主席上报各国驻沪领事团，由领事团同意核准。在核准通过之前，该决议并不具备法律效力。而且该决议即使通过领事核准前，须公示10日，在无人反对该决议后，即提交领事核准。如果有人提出反对意见，则在十日公示期内呈请领事核办，再进行核准。核准通过后，满两个自然月后便生效，应当由所有租界民众共同遵循。

## 纳税华人会
早在1864年，各国驻华公使团会议上为上海公共租界制定了五项主要应当遵循的原则。其中最后一条便提出租界市政机构中应当有华人代表，在涉及有关华人市民利益时，须先征询其代表意见并得到其同意。1865年，在修改《上海土地章程》之时，公使团再度提出要求工部局考虑市政机构中华人代表问题。当年7月12日，根据公使团的意见，各国驻沪领事团在英国驻沪总领事馆制定了较为具体的方法，即由租界内华人市民推举三人作为市政机构中的代表，处理华人事宜。翌年3月，公共租界租地人会议通过将此方案修入《土地章程》。并且于7月的领事团会议上，同意由领袖领事于每年3月左右向道台提出请求，由华人商会、商帮等民间团体推举三名中国籍居民为代表，为公共租界工部局提供有关华人事务的决策咨询。但到了1869年，重新修订完毕的《土地章程》中，有关华人代表参与租界事务的规定却并未再提及。
直至1905年12月，上海发生大闹会审公廨案，使得市府和议政机构重新考虑由华人市民参与租界市政的问题。1906年3月，工部局向纳税人会议提交再度修改的《土地章程》草案。但却因缺少承认华人市民参政的相关条款，否决了《章程》修正案。延至1915年，时任中国政府外交特派员的杨晟在与各国驻沪领事团讨论公共租界扩界事务之时，提出设立华人顾问委员会作为纳税人会议的一部分，并获得当年纳税人会议的同意，但在最终上报驻华公使团后，遭到了否决。
1919年巴黎和会召开，适逢公共租界纳税人会议通过增税法案，由此激发华人商界的反增捐运动，同时提出解决华人代表问题。当年8月16日，上海总商会召集商界代表开会，提出华人纳税会的建议。最终经上海总商会和英国驻沪总领事的商讨，英方最终允许设立2位华人顾问作为华人参与市政的过渡手段。翌年4月7日，1920年度纳税人会议召开，并通过了设立华人顾问委员会的议案，但否决了增加工部局华人董事案。上海商界对此表示暂时接受。
1920年10月14日，公共租界纳税华人会召开首次会议。一周后，华人会选举理事部成员，共计理事27人，候补理事15人。11月9日，理事部推举宋汉章、谢永森、穆湘玥、余日章、陈辉德等五人担任工部局华人顾问。并在24日，由华人会入秉上海总商会相关过程和代表名单并由上海商会通知工部局。此后，华人代表经过多次调整。至1930年，工部局始设立华人董事5名。1941年12月，随着太平洋战争爆发，纳税华人会负责人出走海外，华人会活动陷于停顿。1943年，英、美等国政府放弃在华租界，租界华人会终告结束。